# Гірокастра (округ)
Гірокастра (алб. Rrethi i Gjirokastrës) — один з 36 округів Албанії, розташований на півдні країни.
Округ займає територію 1137 км² і відноситься до області Гірокастра. Адміністративний центр — місто Гірокастра.

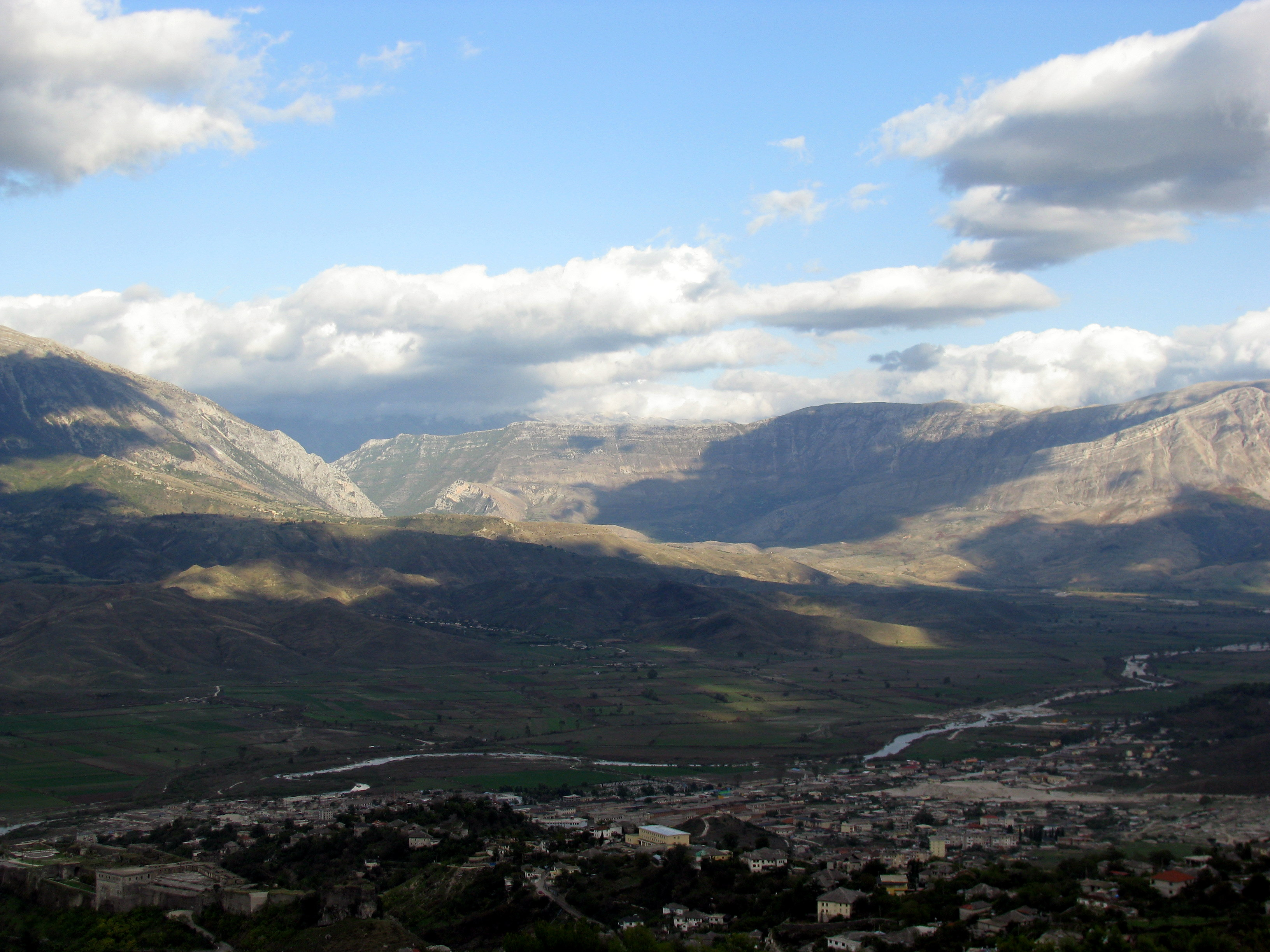
Гори і долина р. Дрин на південний схід від Гірокастра

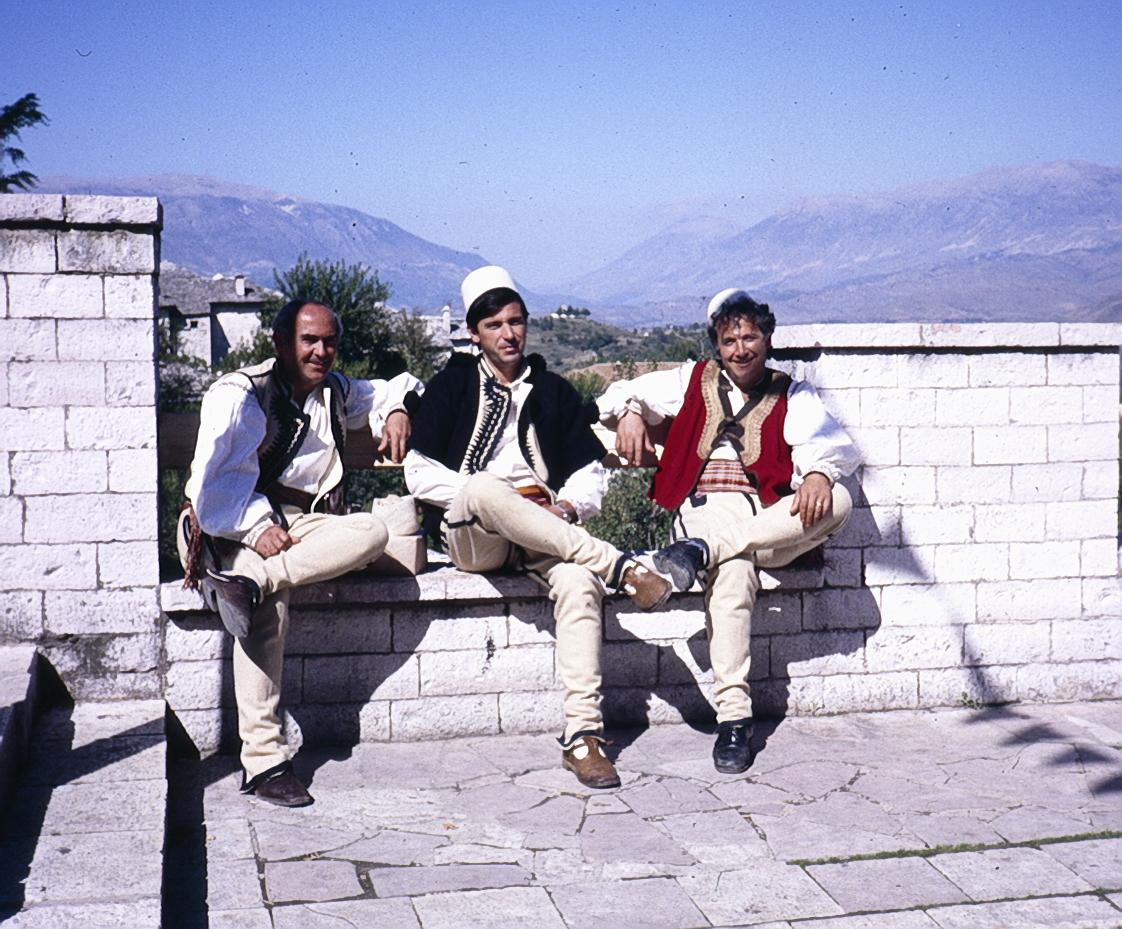
Народні співці округу Гірокастра

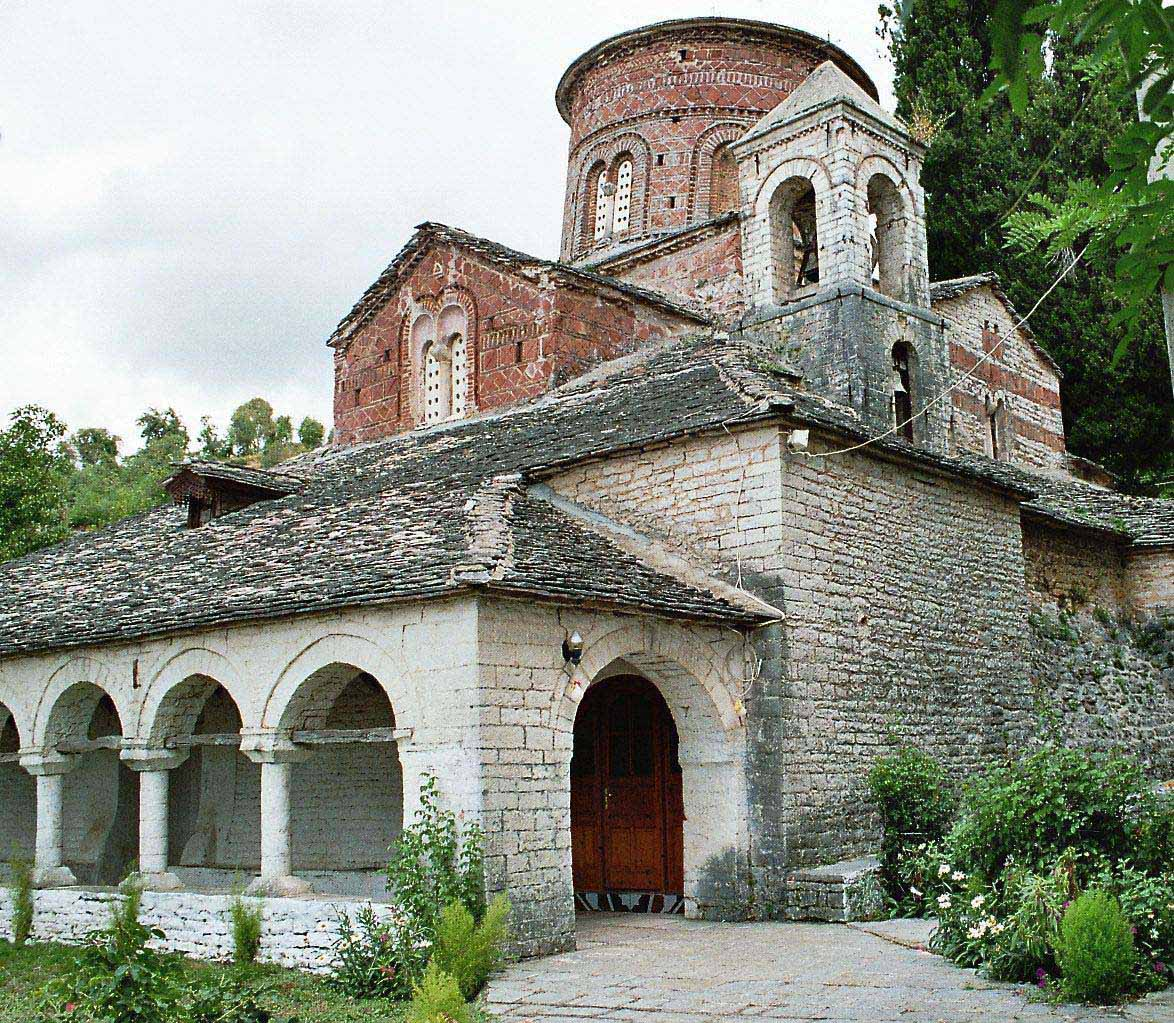
Стародавня церква святої Марії в Labova e Kryqit

## Географічне положення
Територія округу покрита горами. Долина річки Дрин, що перетинає округ з півдня на північ, являє собою досить широку рівнинну територію, обмежену на заході гірської ланцюгом Mali i Gjerë (1.800 м), а на сході гірської ланцюгом Lunxhëria-Buretoja (2.156 м). На півночі ці гори зближуються, утворюючи ущелину, крізь яке Дрин залишає територію округу. Населені пункти лише в останні десятиліття розподілилися по рівнині, традиційно ж вони розташовувалися по краях долини, на схилах гір або на пагорбах. Долина річки Дрин багата культурно-історичними пам'ятниками, серед яких в першу чергу слід згадати античні міста Антігона (Antigonea) і Адріанаполь (Adrianapol).
За гірським ланцюгом Lunxhëria-Buretoja знаходяться важкодоступні високогірні долини Загорія (Zagoria) і Погон (Pogon). На сході вони обмежені гірським ланцюгом Dhëmbel-Nemërçka (2.485 м), що утворює природний кордон з округом Перметі. На півдні та сході округ межує з Грецією.
Південніше міста Гірокастра в 33 селах на території округу проживає численне грецьке населення. Грецькі села розташовані в південній частині долини Дрин — регіоні Дропулл (Dropull) і в долині Погон. Історично в окрузі проживало значне число греків, але в 1990-ті роки половина з них емігрувала до Греції. Права греків в Албанії постійно були і є предметом політичних дискусій, неодноразово висувалася вимога передати Греції частину округу, що відноситься до північної частини історичного регіону Епір.
50% населення округу сповідують православ'я, 40% є мусульманами, причому половина з них — бекташи.

## Історія
Округ Гірокастра має древню історію. Про епоху іллірійців нагадують залишки міської стіни міста Антігонея. Біля села Sofratike руїни античного театру свідчать про існування тут великого міста Адріанаполя. Це єдине поселення в долині річки Дрин. Церква Марії в комуні Labova e Kryqit відноситься до XX століття. Про Османську імперію нагадують численні замки, мости і, звичайно, внесена до Списку всесвітньої спадщини ЮНЕСКО чудово збережена, старовинна частина міста Гірокастра. Місто славилося і своїм базаром, де торгували вишивками, східним шовком і албанським білим сиром.

## Економіка і промисловість
За межами міста Гірокастра населення зайняте переважно сільським господарством. Завдяки близькості з Грецією вздовж дороги, що веде з Гірокастри до кордону, особливо в грецьких селах, з'явилися окремі торгові фірми. Недалеко від державного кордону в селі Глина знаходиться найбільша свердловина мінеральної води в країні, що забезпечує всю Албанію мінеральною водою.
Туристична галузь розвивається переважно в Гірокастра.

## Транспорт
Гірокастра лежить в 120 км на південь від Тирани на головній автомобільній магістралі, яка зв'язує Тирану і Саранду, а далі Грецію через прикордонний перехід Какава.

## Адміністративний поділ
Округ складається з двох міст: Гирокастра, Лібохова і 11 комун: Antigone, Cepo, Dropull i poshtëm, Dropull i sipërm, Lazarat, Lunxhëri, Odria, Picar, Pogon, Qendër Libohova, Загір'я.